# Duševno zdravje
Duševno zdravje je po opredelitvi Svetovne zdravstvene organizacije »stanje dobrega počutja, v katerem posameznik uresničuje svoje sposobnosti, normalno obvladuje stres v vsakdanjem življenju, svoje delo opravlja produktivno in je sposoben prispevati k skupnosti, v kateri živi«.
Duševno zdravje se nanaša na široko paleto dejavnosti, ki so neposredno ali posredno povezane s komponento duševnega zdravja, ki je sestavni del definicije zdravja, ki ga SZO pojmuje kot »stanje popolnega telesnega, psihološkega in socialnega blagostanja«. Zdravje torej ne pomeni samo odsotnosti bolezni, temveč tudi določeno stopnjo telesnega in duševnega razvoja ter socialne blaginje, kar je neizogibno vpeto med determinante zdravja (individualne, okoljske, družbene, institucionalne, …). To je povezano s spodbujanjem dobrega počutja, preprečevanjem duševnih motenj, ter zdravljenjem in rehabilitacijo oseb z duševnimi motnjami. 
Na duševno zdravje vplivajo številni osebnostni dejavniki, dejavniki iz okolja (biološki, psihološki, sociološki, ekonomski, politični in kulturni), družinska struktura ter z njo povezani medosebni odnosi, odnosi na delu, zaposlitvene možnosti, zdravstveno in socialno stanje in drugi dejavniki.

## Zgodovina duševnega zdravja
Pojav duševnih motenj in duševnih bolezni sega tako daleč v zgodovino kot razvoj človeka. Že od nekdaj so se ljudje spopadali in srečevali s težavami duševnosti, ki jih poznamo danes. Zasledimo lahko  dve konkretni časovni obdobji, ki se med seboj skrajno razlikujeta v pogledu na duševno zdravje. Gre za obdobje pred in obdobje po prvi polovici 18. stoletja. Različni pogledi na duševnost so posledica človekovega napredka na mnogih znanstvenih področjih kot so medicina, biologija, kemija, tehnologija, itd. S spremembo na znanstvenih področjih pa se je sočasno spreminjal tudi človekov medosebni odnos in obravnava duševnosti z zdravstvenega vidika.
William Sweetzer je bil prvi, ki je v sredini 19. stoletja jasno opredelil pojem "mentalne higiene" in ga je mogoče razumeti kot predhodnika sodobnih pristopov za razvoj in spodbujanje pozitivnega duševnega zdravja.
Isaac Ray, eden od ustanovitevljev Ameriškega psihiatričnega združenja (angleško American Psychiatric Association; kratica APA), je dodatno dopolnil pojem mentalne higiene kot umetnost ohranjanja uma pred incidenti in vplivi, ki bi zavirali in uničevali njegovo energijo, kakovost in razvoj.
Dorothea Dix (1802-1887) je bila učiteljica, ki si je celotno življenje prizadevala, da bi pomagali ljudem, ki trpijo z duševno boleznijo, in opozarjala na slabe razmere, v katerih so živeli. To je bilo znano kot gibanje mentalne higiene. Pred pojavom tega gibanja ni bilo nenavadno, da so bili ljudje v 19. stoletju, ki jih je prizadela duševna bolezen, precej zanemarjeni in prepuščeni sami sebi v slabih razmerah, s komaj zadovoljivo količino oblačil.
Prizadevanja Dixove so bila tako velika, da se je število bolnikov v mentalnih ustanovah povečalo, kar pa je žal pripeljalo do tega, da so zaradi primanjkovanja zaposlenih prejemali manj pozornosti in zdravstvene oskrbe. 
Na začetku 20. stoletja je Clifford Beers ustanovil Nacionalni odbor za mentalno higieno in odprl prvo klinično ambulantno duševnega zdravja v Združenih državah Amerike.

## Pomen duševnega zdravja
Dokazi in raziskave Svetovne zdravstvene organizacije kažejo, da ima skoraj polovica svetovnega prebivalstva duševne bolezni, ki vplivajo na njihovo samozavest, odnose in sposobnost, da delujejo v vsakdanjem življenju. Čustveno zdravje posameznika lahko vpliva tudi na telesno zdravje in šibko duševno zdravje lahko privede do različnih zdravstvenih težav, kot je na primer zasvojenost.
Ohranjanje dobrega duševnega zdravja je ključnega pomena za dolgo in zdravo življenje. Stabilno duševno zdravje lahko pripelje do izboljšanja življenja, medtem ko lahko slabo duševno zdravje osebi prepreči bogato življenje. Richards, Campania & Muse-Burke (2010) trdijo, da obstaja vedno več dokazov, ki kažejo, da so čustvene sposobnosti povezane s socialno sprejemljivim vedenjem, kot so obvladovanje stresa in telesno zdravje. V njihovih raziskavah je bilo sklenjeno, da so ljudje, ki imajo primanjkljaj v čustvenem izražanju, nagnjeni k asocialnemu vedenju. Ta vedenja pa so neposreden odraz njihovega duševnega zdravja. Samodestruktivna dejanja, kot so zlorabe alkohola in drog, fizično nasilje in vandalizem, pa lahko pripomorejo k zatiranju čustev.
Čustvene duševne motnje so glavni vzrok invalidnosti v duševnem razvoju po vsem svetu. Preiskovanje stopnje in resnosti nezdravljenih čustveno duševnih motenj po vsem svetu je glavna prednostna naloga raziskave organizacije Svetovnega duševnega zdravja (angleško World Mental Health; kratica WMH), ki je bila ustanovljena leta 1998 s strani Svetovne zdravstvene organizacije.
Duševno zdravje se lahko opredeli tudi kot odsotnost duševne motnje. Osredotočanje na področju duševnega zdravja se dandanes povečuje na področju preprečevanja duševnih motenj. Preprečevanje se začenja pojavljati v strategijah za promocijo duševnega zdravja, ki vključuje poročilo Svetovne zdravstvene organizacije "Preprečevanje duševnih motenj" iz leta 2004, "Pakt za duševno zdravje" Evropske Unije iz leta 2008 in "Nacionalne preventivne strategije" Združenih držav Amerike iz leta 2011.
Duševno zdravje je družbeno konstruiran in opredeljen koncept. To pomeni, da imajo različna društva, skupine, kulture, institucije in poklici zelo različne načine konceptualizacije svoje narave in vzrokov, določanja, kaj je duševno zdravje, in odločanja o tem, katere intervencije so ustrezne. Različni strokovnjaki imajo tako različna kulturna, razredna, politična in verska ozadja, ki vplivajo na metodologijo zdravljenja duševnih motenj.

## Duševno zdravje prebivalcev EU
Dobro duševno zdravje predstavlja temelj zdravja nasploh in posledično tudi socialne in gospodarske stabilnosti ter kakovosti življenja evropskih državljanov. Izboljšanje duševnega zdravja je eden od strateških ciljev politik EU, ki mu je v zadnjih nekaj letih namenjeno veliko pozornosti in političnih aktivnosti tako v EU kot v posameznih državah članicah.
Duševno zdravje prebivalcev posameznih držav Evrope se med seboj zelo razlikuje. Podatki posebne raziskave Eurobarometer o duševnem zdravju in dobrem počutju iz leta 2005/2006 kažejo, da je večji delež evropskega prebivalstva poročal o občutenju pozitivnih kot pa negativnih čustev. Podatki posameznih držav se seveda med seboj pomembno razlikujejo, v splošnem pa ugotavljamo, da prebivalci starih EU članic poročajo o boljšem duševnem zdravju kot pa prebivalci novih članic. Negativni vidik duševnega zdravja se odraža v prevalenci duševnih motenj in bolezni. Vsako leto za katero od oblik duševne bolezni zboli približno 11 % Evropejcev. Različna psihiatrična stanja prispevajo k četrtini celotnega slabega zdravja Evropejcev in se takoj za ishemičnimi srčnimi boleznimi uvrščajo kot drugi vodilni vzrok obolevnosti. Najpogostejše oblike duševnih bolezni v EU so anksiozne motnje in depresija. Samomor je glavni vzrok za prezgodnjo smrt v Evropi, v letu 2006 je zaradi njega umrlo 59.000 ljudi, 45.000 moških in 14.000 žensk. Duševne bolezni pomenijo veliko izgubo in obremenitev za gospodarske, socialne, izobraževalne ter kazenske in sodne sisteme. Ocenjujejo, da EU duševne bolezni stanejo 3 do 4 % BDP, v glavnem zaradi izgubljene produktivnosti (od tega je kar 65 % stroškov zunaj zdravstvenega sektorja): dolgotrajne odsotnosti z dela, nezmožnosti za delo in prezgodnjih upokojitev. Približno polovica duševnih motenj nastane že v najstniških letih, zato morajo biti organizacije, ki se ukvarjajo z mladostniki, zadostno usposobljene za prepoznavanje znakov in odzivanje nanje. Za ponazoritev lahko navedemo, da je med evropskimi 8- do 9-letniki prevalenca katere koli duševne motnje 15-odstotna.
Posebej ogrožena skupina so tudi starejši prebivalci. Zaradi staranja prebivalstva v državah EU se pojavlja čedalje več duševnih motenj, povezanih s starostjo (različne demence, depresije, samomorilnost). Vse to nakazuje, da je duševno zdravje eno od glavnih javno-zdravstvenih vprašanj v državah članicah EU. Da bi izboljšali duševno zdravje evropskega prebivalstva, je bilo v zadnjih letih več pobud v obliki različnih dokumentov na ravni EU in usmerjanja držav k vključevanju javnega duševnega zdravja v nacionalne politike. Države članice Evropske unije urejajo področje duševnega zdravja na različne načine: s posebnimi nacionalnimi programi za duševno zdravje, z vključitvijo vsebin duševnega zdravja v nacionalne programe zdravja, z ureditvijo posameznih področij duševnega zdravja z nacionalnimi programi in drugimi.

## Duševno zdravje v Sloveniji
Podobno kot v drugih državah EU področje duševnega zdravja tudi v Sloveniji dobiva svoj pomen, kar se kaže med drugim tudi v tem, da je bil leta 2008 sprejet Zakon o duševnemu zdravju. Slovenija prav tako upošteva dokumente Svetovne zdravstvene organizacije, Sveta Evrope in Evropske unije, še zlasti  Evropski pakt za duševno zdravje in dobro počutje, ki je bil sprejet v času slovenskega predsedovanja Sveta Evropske unije junija 2008 v Bruslju.
Pregled raziskav in podatkov zadnjih dostopnih izbranih kazalnikov duševnega zdravja iz zdravstvenih evidenc in drugih baz kaže na to, da ima Slovenija enega najvišjih količnikov samomora v EU, najpogostejši duševni motnji med splošno populacijo pa sta depresija in anksioznost. Najpogostejši razlog za hospitalizacijo je shizofrenija, zaradi katere so bolniki v primerjavi z drugimi duševnimi boleznimi, hospitalizirani najdlje. Pomembna javno-zdravstvena problema na Slovenskem sta tudi škodljiva raba alkohola in odvisnost od drog. Duševne in vedenjske motnje so glede trajanja hospitalizacije med vsemi bolezenskimi stanji na prvem mestu in so vzrok za več kot četrtino vseh obravnavanih invalidnosti v I. kategoriji, ki pomeni popolno upokojitev. Podatki kažejo tudi na pomembne neenakosti v duševnem zdravju glede na starost, spol in regije. Ženske pogosteje prepoznajo duševne težave in zaradi njih poiščejo pomoč v primarnem in sekundarnem zdravstvenem varstvu, pri moških pa je več bolnišničnih obravnav in smrti zaradi samomora. Posebej ranljivi skupini, katerim pripadnikom je treba posvetiti posebno pozornost in za katere so potrebni dodatni preventivno-promocijski programi, so otroci in starejši.
Mreža javne zdravstvene službe na področju duševnega zdravja zajema tako primarno kot sekundarno raven. Sekundarna raven zajema specialistične psihiatrične, psihoterapevtske in psihološke ambulante, psihiatrične bolnišnice in Psihiatrično kliniko Ljubljana ter svetovalna centra za otroke in mladostnike v Ljubljani in Mariboru. Mrežo izvajalcev, ki izvajajo programe in storitve za duševno zdravje, sestavljajo tudi nevladne organizacije s področja duševnega zdravja. Področja v Sloveniji, ki zahtevajo nadaljnja delovanja, naj zajemajo predvsem spodbujanje in promocijo duševnega zdravja posameznika in preventivno delovanje proti dejavnikom, ki so odgovorni za razvoj duševnih bolezni. Predvsem pomembno je, da se preventiva in promocija duševnega zdravja izvajata s poudarkom na delu z otroki in mladostniki, starejšimi ljudmi in aktivno populacijo. Prizadevanje za duševno zdravje je potrebno uvajati tudi na delovnem mestu, področju odpravljanja stigme, socialne izključenosti in diskriminacije, prav tako pa je potrebno zagotavljati učinkovite in celovite storitve oseb z duševnimi motnjami ter njihovo vključevanje v proces zdravljenja.

## Izboljšanje duševnega zdravja
Duševno zdravje je širok koncept, ki vključuje tako pozitivno duševno zdravje (»positive mental health«), npr. dober odnos do sebe in drugih, uspešno soočanje z izzivi, pozitivno samopodobo, občutek moči in sposobnost soočanja s težavami, kot negativno duševno zdravje (»ill mental health«), npr. duševne bolezni. Kot velja za osnovno opredelitev zdravja, tudi duševno zdravje pomeni mnogo več kot le odsotnost duševne bolezni. Duševno zdravje je bistveno za našo zmožnost percepcije, razumevanja in interpretacije okolja, ki nas obdaja, pa tudi za mišljenje, govor in medsebojno verbalno in neverbalno komunikacijo. Bistveno je tudi za našo sposobnost oblikovanja in vzdrževanja odnosov ter za naše vsakdanje življenje v različnih družbah in kulturah, v katerih živimo. Duševno zdravje se oblikuje v družinah, šolah, na javnih krajih in na delovnih mestih; je rezultat tega, kako nas drugi obravnavajo in kako mi obravnavamo druge in sami sebe. Zato je treba konvencionalni pristop, ki je zasnovan predvsem na zdravljenju duševnih bolezni, razširiti na celovit, večdimenzionalni pristop, ki ne bo usmerjen samo k duševnim boleznim, temveč tudi k duševnemu zdravju in njegovi promociji.

## Duševne bolezni
Duševna motnja je oznaka za bolezni, ki imajo skupne različne kombinacije bolezensko spremenjenega mišljenja, čustvovanja, zaznavanja, motenega obnašanja (vedenja) in prizadetosti spoznavanja ter spomina. Zaradi teh simptomov se bolnik spopada s težavami na področju vsakodnevnega opravljanja aktivnosti, ima moteno osnovno funkcioniranje in se težje spoprijema z vsakdanjimi problemi. Duševne motnje so manifestacije bolezensko spremenjenih vedenjskih, psiholoških ali bioloških funkcij posameznika.
Motnje diagnosticira zdravnik – psihiater po dveh uveljavljenih klasifikacijskih sistemih. V Evropi je to Mednarodna klasifikacija bolezni (skrajšano ICD-10), v ZDA pa Diagnostični in statistični priročnik duševnih motenj (DSM-IV). Drugi izrazi za duševne motnje so: duševne bolezni, psihiatrične motnje, mentalne motnje itd. Izraz »norost« se ne uporablja v psihiatriji, temveč pogovorno in ga povezujejo s predsodki in neznanjem.
Po navedbah Svetovne zdravstvene organizacije več kot tretjina ljudi v večini držav poroča o duševnih težavah, ki izpolnjujejo merila za diagnozo ene ali več skupnih vrst duševnih motenj v nekem trenutku v svojem življenju.
Duševna motnja pri različnih ljudeh poteka različno – ene prizadene malo, druge pa hudo. Bolniki imajo lahko trajno hude simptome bolezni, lahko jih dobivajo epizodično vsakih nekaj mesecev ali pa le nekajkrat v življenju.
Duševne motnje zdravimo s psihiatričnimi zdravili in psihoterapijo, s prilagajanjem in spreminjanjem življenjskih okoliščin, urejanjem odnosov s pomembnimi osebami, s podporo bolniku in njegovim bližnjim, z edukacijo o bolezni in zdravljenju itd. Najpogosteje in najučinkoviteje zdravimo s kombinacijo vsega naštetega.

### Klasifikacija
Sistemi klasifikacije, ki vsebujejo pojme in njihove opredelitve, so pomembni za usklajeno zbiranje podatkov in so ključnega pomena za raziskovalce, ponudnike storitev in ljudi, ki so diagnosticirani z duševno motnjo.
Trenutno obstajata dva preverjena klasifikacijska sistema za kategoriziranje duševnih motenj. Prvi je klasifikacijski sistem Mednarodna klasifikacija bolezni in sorodnih zdravstvenih problemov 10-te revizija, ki vsebuje MKB-10, poglavje V: Duševne in vedenjske motnje, ki ga objavlja Svetovna zdravstvena organizacija. Drugi pa je Diagnostični in statistični priročnik duševnih motenj (DSM-IV), ki ga izdaja Ameriško psihiatrično združenje (APA). Oba seznama kategorij motenj zagotavljata standardizirane kriterije za diagnozo.
Na splošno se duševne motnje razvrščajo ločeno od nevroloških motenj, učnih težav, duševne zaostalosti in odklonskega vedenja.

### Znaki in simptomi
Sam potek in izid duševnih motenj se spreminja glede na številne dejavnike, povezane z motnjo samega posameznika kot celoto in družbenega okolja. Nekatere motnje oziroma težave so le prehodne narave, medtem ko druge predstavljajo kronično obolelost. 
Določene motnje so lahko zelo omejene z njihovimi funkcionalnimi učinki, medtem ko druge vključujejo znatne invalidske potrebe in podporo. Stopnja sposobnosti in invalidnosti se lahko spreminjata v času in na različnih področjih življenja. Stalna invalidnost je močno povezana z izključitvijo, institucionalizacijo, diskriminacijo in različnimi učinki motenj. Moteno delovanje posameznika, ki je lahko posledica nezaželenih učinkov zdravil ali drugih snovi, neusklajenosti med boleznijo, spremembami poslabšanja ali izboljšanja čustvenega, osebnega, kognitivnega ali drugega stanja osebe, lahko vpliva na njegovo delovno sposobnost in opravljanje vsakodnevnih aktivnosti. 

### Vzroki
Vzrok duševne motnje lahko izvira iz različnih virov in v mnogih primerih ni enotnega sprejetega in doslednega vzroka za razvoj bolezenskega stanja. 
Določene motnje lahko razložimo preko uporabe različnih mešanic modelov. Primarna paradigma zahodne psihiatrije meni, da biopsihosocialni model, ki vključuje biološke, psihološke in socialne dejavnike, najbolje opisuje duševne motnje, čeprav ga v praksi ni vedno mogoče uporabiti. Najbolj znane so biološke, psihološke in socialne teorije vzrokov duševnih motenj.
Najbolje dokazana in znana teorija je biološka teorija nastanka duševnih motenj. Teorija temelji na biomedicinskem modelu, ki meni, da so duševne motnje posledica spremenjene strukture možganov ali njihove funkcije.
Kljub temu, da so v moderni medicini najbolj sprejete biološke teorije, se v praksi velikokrat uporabljajo psihološke razlage. Teorije se opirajo na nastanek duševne motnje kot na posledico določenega psihološkega konflikta, stresa, psihološke travme ali druge oblike psihološkega stanja, ki vplivajo na posameznika, njegova čustva, osebnost, temperament in slog spopadanja z vsakodnevnimi obveznostmi. 
Sociološke teorije nastanka duševnih motenj predpostavljajo, da so duševne motnje povezane ali pa predstavljajo neposredno posledico pomembnih dogodkov in stanj v okolju posameznika. Ugotovili so, da imajo zlorabe, zanemarjanja, ustrahovanje in socialni stres pomembne vplive na posameznikove življenjske izkušnje in način življenja.
Na pojav duševnih motenj vplivajo prav tako težave, ki so povezane z zaposlovanjem, družbeno-ekonomskim stanjem, migracijami in značilnostmi posameznih družb in kultur. 

### Diagnoza
Postavljanje diagnoze je kompleksen proces in temelji na številnih podatkih, trajanju, zgodovini simptomov in stopnji, do katere simptomi vplivajo na vsakodnevno funkcionalno sposobnost posameznika. Pri diagnozi je pomemben tudi telesni zdravniški pregled, na podlagi katerega izločimo morebitne druge vzroke simptomov, in presojo zbranih podatkov, pridobljenih od različnih oseb, družine, drugih strokovnjakov, sorodnikov ali drugih tretjih oseb. 

### Zdravljenje
Zdravljenje in podpora za duševne motnje je na voljo v psihiatričnih bolnišnicah, klinikah, psiholoških centrih ali preostalih institucijah, ki si prizadevajo za izboljšanje duševnega zdravja. Veliko različnih področij je specializiranih za zdravljenje duševnih motenj. Na področju medicine to vključuje psihiatrijo (psihiatrična zdravstvena oskrba), na področju psihologije klinično psihologijo in na področju praktične sociologije socialno delo. Prav tako obstaja široka paleta psihoterapevtskih storitev, svetovanj, pomoči javnih zdravstvenih strokovnjakov in svetovalnic, kjer primarni vir pomoči izhaja iz lastnih izkušenj sorodne motnje, zdravljenje pa je odvisno od vrste motnje in stopnje primernosti zdravljenja glede na vsakega posameznika. 

#### Terapije

##### Aktivnostne terapije
Aktivnostne terapije, ki jim pravimo tudi rekreacijske in okupacijske terapije, temeljijo na promociji duševnega zdravja preko aktivnih udejstvovanj. 

##### Ekspresivne teorije
Ekspresivne teorije so vrste psihoterapije, ki se s pomočjo umetnosti, glasbe, plesa, dramskih iger, poezije, kreativnega pisanja in drugih načinov izražanja ukvarjajo s psihološkim svetovanjem, rehabilitacijo, duševnim zdravjem in ostalimi načini zdravstvenega varstva. 

##### Alternativne terapije
Alternativne terapije predstavljajo del alternativne medicine, ki vključujejo veliko število terapij in načinov zdravljenja iz različnih kultur. Alternativne terapije vključujejo vidike tradicionalne medicine, joge, molitve, homeopatije, hipnoterapije, meditacije, biofeedbacka, tradicionalne kitajske medicine in mnoge druge. 

##### Skupinska terapija
Skupinska terapija je veja psihoterapije, v kateri se eden ali več terapevtov ukvarja z manjšim ali večjim številom ljudi v skupini. Skupinska terapija se lahko nanaša na katerokoli obliko psihoterapije, ki se izvaja v skupini, in tako lahko vključuje psiho-dinamsko terapijo, ekspresivno terapijo, podporne skupine, psiho-edukacijske skupine, alternativne in delovne skupine reševanja problemov. 

##### Psihoterapija
Psihoterapija je splošni izraz za znanstveno zdravljenje duševnih težav, ki temelji na zaupni interakciji med strokovno usposobljenim terapevtom in strankami, bolnikom, družino, pari ali skupinami. Psihološke težave se lahko razlikujejo glede na vplive, vzroke, sprožilce in uspešno reševanje. Psihoterapija je zdravljenje duševnih težav in osebnostnih motenj s psihološkimi sredstvi. Je nameren medosebni odnos, ki ga uporabljajo psihoterapevti za pomoč pacientom pri premagovanju različnih težav. Težave pri pacientu se v glavnem nanašajo na moteče simptome ali nezadovoljstvo pri samemu sebi. Težave nastanejo zaradi družinskih vzorcev, doživetij iz otroštva in travm oz. dogodkov iz preteklosti, ki so močno vplivali na duševno stanje pacienta. Preko zdravljenja se lahko osebi pomaga pri premagovanju različnih težav ter omogoča razumevanje določenih dogodkov in posledično pripomore k spremembam, ki so potrebne, da oseba zaživi samozavestno v skladu s svojo pravo naravo brez starih misli in vedenj, ki jo omejujejo. Obstajajo različne oblike psihoterapevtskih zdravljenj, kot so na primer družinska, partnerska, skupinska ali individualna psihoterapija.
Obstajajo tudi različni psihoterapevtski pristopi, ki vključujejo razne metode in tehnike, med katerimi posameznik lahko izbira glede na svoje potrebe in težave. Poznamo psihoanalitične, psihodinamske, sistemske, integrativne, geštalt in vedenjsko-kognitivne psihoterapevtske pristope. Vse metode imajo isti namen, vendar z uporabo različnih metod in tehnik dosegajo različne cilje, saj so nekatere usmerjene v odstranitev simptomov in spremembe vedenja, z drugimi pa se dosegajo globlje spremembe v strukturi posameznikove osebnosti.

#### Zdravila
Psihoaktivna zdravila skupaj z bolniškim dopustom lahko v veliki meri zmanjšajo simptome psihičnih težav, ki vplivajo na človekovo počutje. Odpravljanje simptomov pa ne pomeni ozdravljenje psihične motnje, temveč le družbeno sprejemljiv način trenutnega olajšanja stiske, ki je po navadi usmerjen v čim hitrejšo okrevanje za normalno delovanje v skupnosti. Najpomembnejše skupine zdravil v psihiatriji so: antidepresivi, antipsihotiki, stabilizatorji razpoloženja in pomirjevala.
Antidepresivi so zdravila za zdravljenje depresije in nekaterih drugih bolezni (tesnobe, panične motnje, socialne fobije, obsesivno-kompulzivne motnje). Antidepresivi zdravijo bolezenske spremembe v možganih, zaradi katerih obstajajo težave, kot so potrtost, nespečnost in strah, in ne povzročajo odvisnosti ali trajnih negativnih posledic. Antidepresivi imajo lahko nezaželene učinke, ki pa so po navadi blagi in prehodni. Pozitivni učinki antidepresivov se pokažejo šele po 1 do 3 tednih po začetku jemanja, včasih pa lahko tudi kasneje. Prav tako se pri zdravljenju uporabljajo različna pomirjevala in uspavala, ki učinkujejo takoj po zaužitju, vendar so dolgoročno lahko škodljiva in povzročajo odvisnost.
Naslednja vrsta zdravil so antipsihotiki, ki pomagajo uravnovesiti biokemično neravnovesje v možganih. Ta zdravila zmanjšujejo halucinacije in blodnje ter izboljšajo miselni tok, tako da postane bolj urejen in logičen. Antipsihotiki duševno motnjo in simptome le zdravijo in zmanjšujejo in ne pripomorejo k popolnemu ozdravljenju. Po prenehanju jemanja ali ob nerednem jemanju zdravil zelo velikokrat pride do ponovnega poslabšanja in pojava simptomov. Antipsihotike delimo na starejše ali klasične  in novejše ali atipične. Antipsihotiki ne povzročajo odvisnosti, se nanje ne navadimo in nimajo trajnih škodljivih posledic za telo. Antipsihotična zdravila imajo nezaželene učinke, saj se zlasti v prvih tednih jemanja lahko pojavijo suha usta, zamegljen vid, zaprtje in omotica. Učinki navadno minejo po določenem času. Drugi možni nezaželeni učinki so nemir (podoben tesnobi), tresenje in togost okončin. Vse to so neprijetni občutki, ki pa niso nevarni in se lahko v sodelovanju z zdravnikom uspešno ublažijo.

## Preventiva in promocija duševnega zdravja
Duševno zdravje je izredno pomemben del zdravja, zato sta promocija duševnega zdravja in preventiva duševnih motenj ključnega pomena pri družbenem prizadevanju za doseganje dobrega počutja posameznikov in skupnosti. Preventiva in promocija delujeta na ravni posameznika in družbe z namenom izboljšanja kakovosti življenja in zmanjševanja bremena družbe, ki je povezano z duševnim zdravjem. Dejavnosti, ki delujejo v okviru preventive in promocije, krepijo varovalne dejavnike in zmanjšujejo vplive dejavnikov tveganja. Za promocijo duševnega zdravja in preventivo duševnih motenj je pomembno celostno obravnavanje zdravja ter delovanja na različnih področjih, ki spodbujajo zdrav način življenja.
Promocija vključuje spodbude strokovnjakov z različnih področij in disciplin v družbi. Proces poteka v vseh življenjskih fazah posameznika. Promocija duševnega zdravja vključuje ustvarjanje individualnih, družbenih in okoljskih pogojev, ki omogočajo tako optimalen psihološki in psihofizičen razvoj kot tudi zmanjševanje problemov na področju duševnega zdravja.
Poznamo primarno in sekundarno preventivo. Primarna je usmerjena na zmanjševanje novih primerov v skupnosti, in sicer z zmanjševanjem dejavnikov tveganja in krepitvijo zaščitnih dejavnikov oziroma sposobnosti ljudi, ki so trenutno brez duševnih motenj, vendar so bolj nagnjeni k razvoju določene duševne motnje. Sekundarna preventiva si prizadeva zmanjšati razširjenost motnje z zmanjševanjem časa trajanja ali zmanjševanjem posledic duševnih motenj posameznika. Običajno je usmerjena na ljudi, ki kažejo začetne simptome motnje, s ciljem skrajšanja časa trajanja motnje, in sicer z zgodnjim odkrivanjem in takojšnjim zdravljenjem.
Preventivno in promocijsko delo na področju duševnega zdravja zajema obravnavo socialno ranljive skupine, poudarjanje zdravih socialno podpornih mrež in se ukvarja z vprašanjem splošne kakovosti življenja celotne populacije. Konkretne aktivnosti na področju promocije in preventive lahko razdelimo na tri glavne dele, ki vključujejo: 
1. Informiranje, osveščanje in širjenje znanja (sodelovanje z mediji, organizacija srečanj, seminarjev, predavanj o različnih področjih, priprava izobraževanj, itd.).
2. Odzivanje na zdravstvene probleme.
3. Usmerjanje na determinante zdravja (usmerjenost na pozitivno stran duševnega zdravja, promocija zdravih skupnosti, povezovanje interesnih skupin in javnosti v skupne projekte).[19]

Stigmatizacija in diskriminacija sta dva izmed najpomembnejših dejavnikov, ki ogrožata in zavirata duševno zdravje, zato so ukrepi proti njunim izvorom in z njima povezano socialno izključenostjo izredno pomembni za spodbujanje enakopravnosti v družbi in izboljšanja duševnega zdravja prebivalcev. Svetovna zdravstvena organizacija ocenjuje, da je stigmatizacija najhujša ovira pri zdravljenju ljudi z duševnimi motnjami, saj negativno vpliva na invalidnost posameznikov, poslabšuje potek bolezni in povečuje stopnjo izključenosti. Stigma izhaja predvsem iz stereotipnih predstav o ljudeh z duševnimi motnjami, za katere velja, da predstavljajo nevarnost in nekompetentnost v družbi, saj je njihovo vedenje nepredvidljivo in družbi nevarno. Takšno ravnanje z ljudmi lahko le te prikrajša za pomembne življenjske priložnosti, jim onemogoča doseganje ciljev in jim bistveno poslabša njihovo vlogo v družbi.